# Carcelia excisoides
Carcelia excisoides là một loài ruồi trong họ Tachinidae.